# MYPA
Myllykosken Pallo –47 (or MYPA) este un club de fotbal din Anjalankoski, Finlanda (parte a orașului Kouvola din ianuarie 2009).Echipa susține meciurile de acasă pe Saviniemi cu o capacitate de 4.067 de locuri.

## Premii
- Veikkausliiga
  - Câștigători (1):  2005
- Cupa Finlandei
  - Câștigători (3):  1992, 1995, 2004